# Žak Mogel
Žak Mogel (* 2. März 2001) ist ein slowenischer Skispringer.

## Werdegang
Žak Mogel startete am 17. und 18. Dezember 2016 zum ersten Mal im Rahmen von zwei Wettbewerben in Seefeld in Tirol im Alpencup, wo er den 57. und den 31. Platz belegte. Es folgten weitere Starts im Alpencup, wobei er im Februar und März 2018 zwei Wettbewerbe in Planica und einen in Chaux-Neuve gewinnen konnte.
Bei den Nordischen Junioren-Skiweltmeisterschaften 2018 im schweizerischen Kandersteg wurde Mogel im Einzelwettbewerb Achter. Im Mannschaftswettbewerb belegte er zusammen mit Bor Pavlovčič, Domen Prevc und Aljaž Osterc den vierten Platz und verpasste damit knapp einen Podestrang. Im Mixed-Team-Wettbewerb wurde er mit Katra Komar, Jerneja Brecl und Domen Prevc Fünfte.
Am 8. Juli 2018 debütierte Mogel in Kranj im Continental Cup, wo er jedoch im Wettbewerbsverlauf disqualifiziert wurde. In den folgenden Monaten nahm er daraufhin an weiteren Wettbewerben des Sommer-Continental-Cups 2018/19 teil. Dabei belegte er bei seinem erst dritten COC-Wettbewerb am 18. August 2018 in Wisła den dritten Platz und damit seine erste Podestplatzierung im Continental Cup. Insgesamt erreichte er beim Sommer-Continental-Cup zwei dritte und zwei zweite Plätze sowie den zweiten Platz in der Sommer-Gesamtwertung. Außerdem wurde er Dritter in der Gesamtwertung der Beskiden-Tour 2018.
Sein Weltcup-Debüt gab Mogel am 24. November 2018 im finnischen Kuusamo, als er als 24. auf der Rukatunturi-Schanze auch gleich seine ersten Punkte gewann. Am Folgetag erzielte er mit Platz 20 sein bisher bestes Weltcup-Ergebnis. Am 6. Januar 2019 stand er als Zweiter beim Continental-Cup-Springen in der Vogtland Arena in Klingenthal erstmals auch im Winter auf einem Continental-Cup-Podium. Daraufhin wurde er auch für die Nordischen Junioren-Skiweltmeisterschaften 2019 im finnischen Lahti nominiert. Mit seinem Landsleuten Aljaž Osterc, Jan Bombek und Jernej Presečnik gewann er im Mannschaftsspringen der Junioren die Bronzemedaille. Im Team-Mixedwettbewerb und im Einzelspringen belegte er jeweils Platz fünf.

## Erfolge

### Continental-Cup-Siege im Einzel
| Nr. | Datum           | Ort     | Typ           |
| --- | --------------- | ------- | ------------- |
| 1.  | 7. Januar 2023  | Planica | Großschanze   |
| 2.  | 9. März 2024    | Lahti   | Großschanze   |
| 3.  | 8. Februar 2025 | Kranj   | Normalschanze |

## Statistik

### Weltcup-Platzierungen
| Saison  | Platz | Punkte |
| ------- | ----- | ------ |
| 2018/19 | 51.   | 18     |
| 2022/23 | 51.   | 29     |
| 2023/24 | 51.   | 28     |
| 2024/25 | 45.   | 59     |

### Grand-Prix-Platzierungen
| Saison | Platz | Punkte |
| ------ | ----- | ------ |
| 2024   | 77.   | 07     |

### Continental-Cup-Platzierungen
| Saison  | Sommer | Sommer | Winter | Winter | Gesamt | Gesamt |
| Saison  | Platz  | Punkte | Platz  | Punkte | Platz  | Punkte |
| ------- | ------ | ------ | ------ | ------ | ------ | ------ |
| 2018/19 | 002.   | 0513   | 013.   | 0568   | 003.   | 1081   |
| 2019/20 | 114.   | 0005   | 057.   | 0062   | 085.   | 0067   |
| 2020/21 | 031.   | 0004   | –      | –      | –      | –      |
| 2021/22 | 077.   | 0014   | 013.   | 0463   | 019.   | 0477   |
| 2022/23 | 009.   | 0198   | 009.   | 0592   | 005.   | 0790   |